# Международный центр евангелизации — Внутренняя миссия Африки
Международный центр евангелизации — Внутренняя миссия Африки (фр. Centre international d’évangélisation - Mission intérieure africaine, CIE-MIA) — международная евангелическая харизматическая христианская ассоциация. Штаб-квартира находится в Уагадугу, Буркина-Фасо. Её руководителем является Мамаду Карамбири.

## История
В 1985 году предприниматель Мамаду Карамбири вместе со своей семьей основал молитвенную группу, которая в 1987 году достигла 500 человек. Миссия была основана в 1987 году в Уагадугу, Буркина-Фасо. В 1990-е годы в Уагадугу и в разных городах страны было основано около 60 церквей. Церкви миссии были основаны и в других городах за рубежом.
2 ноября 1998 года Карамбири открыл библейский учебный центр Le Chandelier в Уагадугу. В 2010 году миссия основала телеканал Impact TV. В 2010 году в центр евангилизации насчитывал 6000 членов.
В 2020 году в Уагадугу был открыт храм миссии на 12 000 мест «Церковь Наций» («Скиния Вефиля Израиля»). Количество приходов ассоциации насчитывало 600 в разных странах мира.

## Доктрина
Ассоциация имеет харизматическое исповедание веры.